# Raiffeisenbank Schrozberg-Rot am See
Die Raiffeisenbank Schrozberg-Rot am See eG ist eine deutsche Genossenschaftsbank mit Sitz in der baden-württembergischen Stadt Schrozberg im Landkreis Schwäbisch Hall.

## Geschichte
Am 28. Februar 1882 wurde in Schrozberg das älteste Vorgängerinstitut der heutigen Raiffeisenbank Schrozberg-Rot am See eG gegründet.
Die Raiffeisenbank Schrozberg-Rot am See eG entstand im Jahr 1999 durch den Zusammenschluss der Schrozberger Bank eG mit dem Sitz in Schrozberg mit der Raiffeisenbank Rot am See eG mit dem Sitz in Rot am See, der Raiffeisenbank Spielbach eG (zuvor als Genossenschaftsbank Spielbach-Heiligenbronn eGmbH firmierend) mit dem Sitz in Spielbach, der Raiffeisenbank Brettheim-Hausen eG mit dem Sitz in Brettheim und der Raiffeisenbank Leuzendorf eG mit dem Sitz in Leuzendorf. Gemeinsam haben die fünf Banken eine über 140-jährige Geschichte.
Die Raiffeisenbank Brettheim-Hausen eG wiederum entstand im Jahr 1980 aus der Fusion der Raiffeisenbank Brettheim eG mit der Raiffeisenbank Hausen am Bach eG mit dem Sitz in Hausen am Bach. Die ehemalige Raiffeisenbank Rot am See eG fusionierte im Jahr 1981 als Genossenschaftsbank Rot am See-Amlishagen eG mit der Raiffeisenbank Beimbach e.G. mit dem Sitz in Beimbach. Bereits im Jahr 1972 fusionierte die Schrozberger Bank eGmbH mit der Spar- und Darlehnskasse Herrentierbach eGmbH mit dem Sitz in Herrentierbach.

## Rechtsverhältnisse
Die Raiffeisenbank Schrozberg-Rot am See eG ist im Genossenschaftsregister beim Amtsgericht Ulm unter GnR 690006 eingetragen.

## Organisationsstruktur
Rechtsgrundlagen sind das Genossenschaftsgesetz und die durch die Generalversammlung beschlossene Satzung. Organe der Bank sind der Vorstand, der Aufsichtsrat und die Generalversammlung.

## Sicherungseinrichtung
Die Raiffeisenbank Schrozberg-Rot am See eG ist der amtlich anerkannten Sicherungseinrichtung des Bundesverbandes der Deutschen Volksbanken und Raiffeisenbanken GmbH und der zusätzlichen freiwilligen Sicherungseinrichtung des Bundesverbandes der Deutschen Volksbanken und Raiffeisenbanken e.V. angeschlossen.

## Geschäftsausrichtung
Die Raiffeisenbank Schrozberg-Rot am See eG betreibt das Universalbankgeschäft. Im Verbundgeschäft arbeitet sie mit der DZ Bank, R+V Versicherung, Bausparkasse Schwäbisch Hall, Teambank, VR Smart Finanz, DZ Privatbank, easyCredit, Münchener Hypothekenbank, DZ Hyp und der Union Investment zusammen. Sie gehört dem Baden-Württembergischen Genossenschaftsverband und darüber dem Bundesverband der Deutschen Volksbanken und Raiffeisenbanken an.

## Geschäftsgebiet
Das Geschäftsgebiet liegt im Norden des Landkreises Schwäbisch Hall. Das Geschäftsgebiet umfasst die Gemeinden Schrozberg und Rot am See sowie Teilorte der Gemeinden Blaufelden und Gerabronn.
An diesen Orten betreibt die Bank Filialen:
- Schrozberg (Hauptstelle, jur. Sitz)
- Rot am See (Geschäftsstelle)
- Brettheim (Geschäftsstelle)